# Костел Матері Божої святого скапулярію (Брацлав)
Костел Матері Божої Святого Скапулярію розташований у смт Брацлаві Вінницької області на берегах Південного Бугу. 
У 1540 році братами Бучацькими у Брацлаві збудовано дерев'яний костел, який був знищений у 1552 році татарами.
Відновлений храм зруйновано у XVII ст. під час Хмельниччини. У 1660-х роках знову почалась його відбудова. Парафіяльний дерев’яний костел збудовано 1730 року, опікувались ним отці-тринітарії. 
У 1760-х роках коштом брацлавського старости С. Нововейського було споруджено новий дерев’яний костел Успіння Богородиці з двома каплицями по боках та будинок настоятеля.
Цегляна будівля костелу постала на пожертви парафіян у 1865—1884 рр. Весь костел був стилізований у стилі бароко. Ліворуч та праворуч його фасаду майоріли дві готичні вежі на яких було встановлено два хрести. Костел освятив єпископ Ц. Любовідський у 1889 році. 
Храм був закритий у 1930-х роках, однак під час німецької окупації знову став діючим. Після війни костел знову закрив свої двері для прихожан, тут розташувався місцевий будинок культури, так тривало до 1990 року. Саме тоді були знищені башти костелу.
З часів падіння комуністичного режиму костел знову відкрили.
16 травня 1990 року отець Войцех Дажицький освятив храм. Було проведено капітальний ремонт під керівництвом отця Григорія Томашевського.